# Gino Rossi (pittore)

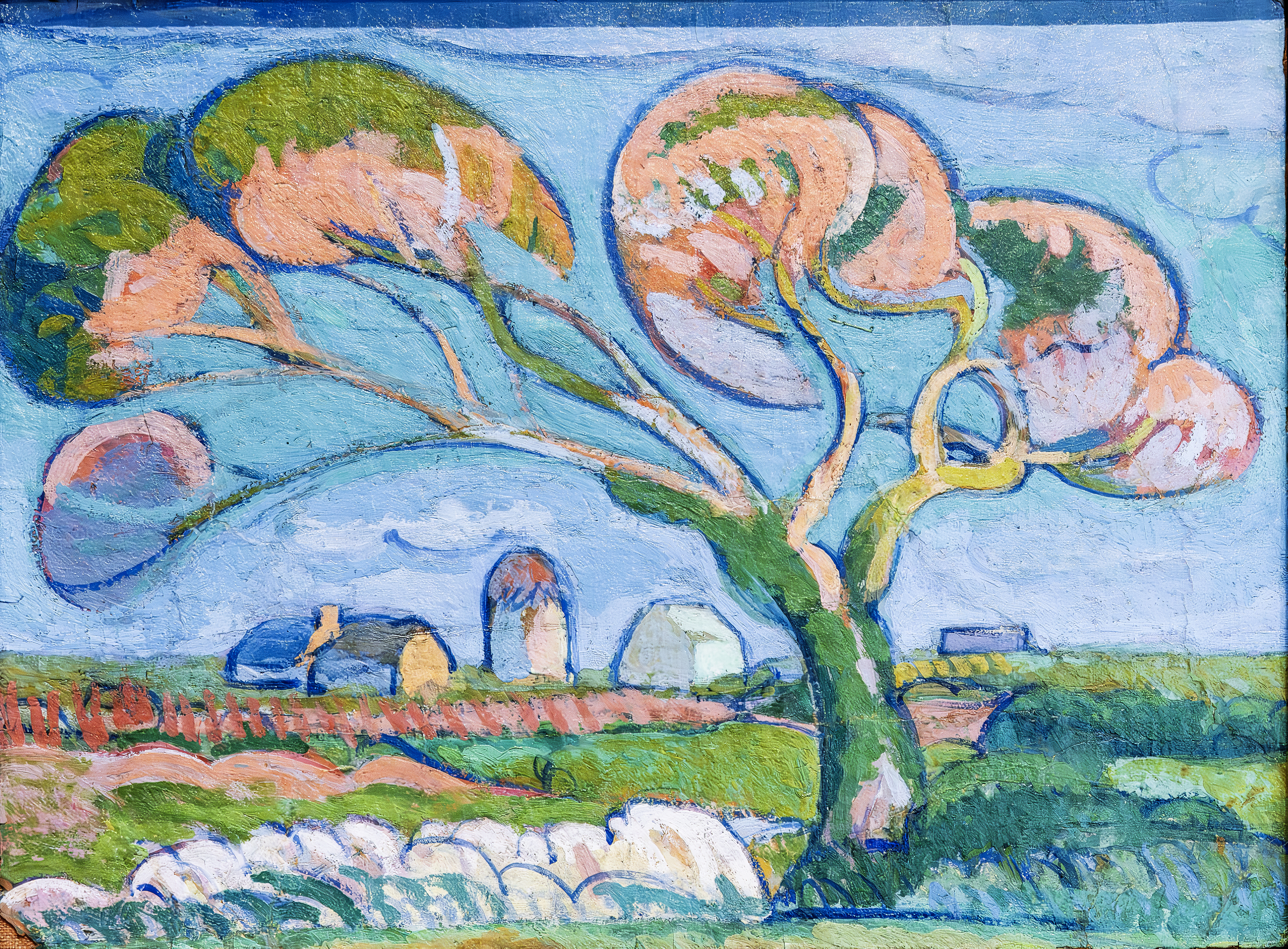
Primavera in Bretagna, 1909

Luigi Rossi, detto Gino (Venezia, 6 giugno 1884 – Treviso, 16 dicembre 1947), è stato un pittore italiano.
(Felice Casorati)

## Biografia

### Contesto familiare
Gino Rossi nasce a Venezia, in Calle degli Orbi, il 6 giugno 1884 da Stanislao e Teresa Vianello. Il padre era factotum di Enrico di Borbone-Parma, conte di Bardi, che nel palazzo Vendramin Calergi aveva allestito un'enorme collezione di arte orientale (poi confluita nella raccolta del Museo di Arte Orientale allestito da Nino Barbantini all’ultimo piano di Ca' Pesaro). La madre, con la quale Rossi ebbe una conflittuale convivenza a partire dal 1913, era una donna di umili origini.

### Formazione
La famiglia organizza per il giovane Gino una formazione scolastica di prim’ordine, prima presso il Collegio degli Scolopi a Badia Fiesolana, dove frequenta “con lode e profitto” le prime tre classi del ginnasio (1893-1897) e poi al Regio Liceo Marco Foscarini di Venezia, dove è ammesso alla quinta classe ginnasiale. Egli tuttavia interrompe in anticipo il percorso di studi per dedicarsi alla pittura: a 14 anni comincia a prendere lezioni private da Vladimir Schereschewsky (1865, Brest Litovsk - 1943), pittore russo residente a Venezia a partire dal 1895.

### La giovinezza
Nel 1901, ad appena 17 anni, Gino Rossi perde improvvisamente il padre. Al 31 ottobre del 1903 risale il matrimonio a Mantova con Bice Levi Minzi, giovane di famiglia agiata anch’essa pittrice. Nel 1905 Rossi ottiene uno studio da pittore all’ultimo piano di Ca’ Pesaro, il cui precoce abbandono, tra 1905 e 1906, si crede dovuto ai primi viaggi nei Paesi Bassi e forse in Francia, di cui si trova traccia in alcuni titoli di suoi dipinti. Ancora nel 1907 si ipotizza un viaggio, questa volta a Parigi, durante il quale Rossi fece presumibilmente visita al Salon d'Automne, dove fu organizzata per quell’anno la retrospettiva di Gauguin.
Al 1908 risale la sua prima partecipazione alle mostre giovanili organizzate a Ca’ Pesaro da Nino Barbantini, le quali fecero inizialmente da anticamera alla Biennale, per poi tramutarsi in suo contraltare. All’edizione del 1908 Gino Rossi partecipò con due opere: il disegno Gladia e l’acquaforte Donne a Parigi. A partire da questa mostra, la presenza di Gino Rossi a Ca’ Pesaro fu continuativa fino al drastico peggioramento delle sue condizioni fisiche risalente alla metà degli anni Venti.
Tra 1909 e 1910 Rossi intensifica i viaggi in Francia ed in particolare in Bretagna, per rientrare in Italia solo occasionalmente, consegnando all’amico e pittore Ernesto del Gian le opere realizzate per le esposizioni a Ca’ Pesaro. Quelle del 1910 furono Fanciulla del fiore, Il muto e Case a Burano.
Tra 1910 e 1911 Gino Rossi stringe la longeva amicizia con il collega Arturo Martini, che diventerà una presenza costante nella sua vita e suo principale compagno di viaggio; sono anni di scambio e dialogo, costellati da incontri a Treviso presso l’Osteria Colonna, dove si ritrovavano pittori come Arturo Malossi, Ascanio Pavan, Bepi Fabiano.
Al 1911 risale la prima personale a Ca’ Pesaro, in occasione della quale Rossi presentò dieci dipinti tra cui La buona pesca, Barche in porto, Mestizia e Il vecchio villaggio.
Nel 1912, insieme a Martini ed alla moglie Bice, Rossi ritorna in Francia, dove è documentata la presenza di opere dei tre artisti al Salon d'Automne di quell’anno, accanto, tra gli altri, all’artista Amedeo Modigliani. Rossi vi partecipa con otto opere, tra cui Pescatori di Burano, Fanciulla di Bretagna e Case a Burano.

### La separazione dalla moglie, la mostra del 1913 e altre esposizioni
Nel 1913 la moglie lo abbandona, dopo essersi innamorata dello scultore Oreste Licudis. Il breve periodo di depressione successivo all’evento è interrotto da alcuni soggiorni sulle colline trevigiane, fonte di ispirazione per le opere di quegli anni, assieme alla nuova compagna Giovanna Bieletto. Con lei si trasferisce in maniera stabile a Burano, assieme alla madre. La convivenza coincide con una fase di gravi difficoltà economiche.
Il 18 maggio del medesimo anno viene inaugurata la mostra di Ca’ Pesaro, che rimarrà un’edizione tra le più memorabili del gruppo di artisti, per la qualità delle opere esposte e per gli accesi confronti critici che ne seguirono. Gino Rossi vi partecipa con 11 opere, una delle quali, Il vecchio pescatore, viene acquistata da Felice Casorati. Sono significative le parole di Boccioni in merito all’esposizione del 1913, rivolte all’organizzatore Nino Barbantini: "L’Esposizione di Palazzo Pesaro ha un’eco grandissima a Milano tra i giovani. Il suo fremito di giovinezza aumenta in tutti l’impeto che farà tra qualche tempo crollare la monumentale imbecillità artistica italiana."
Nel marzo del 1914 partecipa alla Seconda Esposizione Internazionale d’arte della “Secessione” presso il Palazzo delle Esposizioni di Roma, assieme a Martini. Con lo stesso amico e sempre a Roma partecipa alla Mostra libera futurista internazionale di aprile, presso la Galleria Giuseppe Sprovieri. A quest’occasione risale l’amicizia con Umberto Boccioni, che nel 1915 gli invia una copia del proprio libro Scultura pittura futuriste da cui Rossi trarrà nuove importanti suggestioni.
Sempre nel 1914 viene rifiutata dalla giuria la sua partecipazione alla Biennale di Venezia, mentre per le polemiche dell’anno precedente salta anche l’organizzazione della mostra di Ca’ Pesaro. Tali motivi spingono Martini e Rossi ad organizzare l’Esposizione di alcuni artisti rifiutati alla Biennale veneziana, inaugurata a giugno presso l’Hotel Excelsior al Lido. Rossi vi partecipa con cinque paesaggi e quattro disegni, raccogliendo apprezzamenti dalla critica più progressista.
Dopo aver trascorso i mesi estivi e autunnali in Toscana, a dicembre parte per l’ultimo suo viaggio a Parigi, assieme a Martini. In quest’occasione il rapporto tra i due artisti peggiora, fino ad un’aperta rottura che non verrà mai appianata.
Nel gennaio del 1915 rientra a Venezia ed inizia a collaborare con la rivista I Pazzi, nata nell’ambiente di Ca’ Pesaro e di cui uscirà tuttavia solo il primo numero. Partecipa all’Esposizione di bozzetti di artisti veneziani presso l’Albergo Vittoria. Con la compagna Giovanna Bialetto si stabilisce a Ciano del Montello, gravato da una drammatica situazione economica. A novembre partecipa alla prima Mostra d’Arte Trevigiana organizzata da Martini, con quattro disegni.

### La chiamata alle armi
Nel 1916 viene chiamato alle armi e assegnato alla X Compagnia dell’VIII reggimento dei bersaglieri, prima ad Arzignano e poi a San Pietro in Cariano, dove partecipa all’Esposizione d’Arte pro Mutilati con dodici opere. Questi dipinti rimarranno in deposito a Verona, salvandosi così dalle distruzioni belliche, a differenza dei disegni rimasti a Ciano del Montello.
A giugno 1917 viene mandato sul fronte del Carso, dove fu fatto prigioniero in seguito alla disfatta di Caporetto. Dopo un duro periodo di prigionia in cui patisce la fame, viene liberato il 5 novembre 1918, raggiungendo la madre e la compagna, profughe in Abruzzo.
“Nino mio ho sofferto tanta Fame (coll’F maiuscola) e, oltre a questa, tutte le sofferenze morali che soltanto la raffinata cattiveria dei germanici può inventare. Ho fatto i mestieri più pesanti, dall’Italia non ho mai ricevuto né una cartolina né un pacco.” (da una lettera di Gino Rossi a Nino Barbantini, senza data)

### La convivenza con la madre e il ritorno a Ca’ Pesaro
In questi anni Rossi vive a Noventa Padovana nell’abitazione della madre, salvo poi spostarsi successivamente a Crocetta. Nonostante la loro convivenza, il pittore mantiene con lei una relazione sempre conflittuale.
Anni dopo Gino tornerà a Ca’ Pesaro come parte della giuria di accettazione.
Nella sua permanenza a Noventa Padovana, si reca spesso a Padova grazie alla sua vicinanza, dove frequenta l’ambiente del museo diretto da Andrea Moschetti e dove stringe amicizia con Dario de Tuoni, fondamentale per l’aggiornamento sulle novità francesi.
Il suo contributo ritornerà alla Ca’ Pesaro con la partecipazione al rilancio delle mostre, coinvolgendo gli artisti trevigiani e pubblicando interventi polemici sulla stampa di Treviso.
Nonostante questi interventi e contributi, la sua situazione economica cade in un costante declino; per questo motivo, riceve aiuto in questi anni da Nino Barbantini, il quale lo sostiene mensilmente. Tale supporto si converte, poi, nell’opportunità di svolgere attività didattica presso la Scuola di Arti e mestieri di Crocetta del Montello.
Gode in questo periodo anche del sostegno economico e morale di Nino Springolo.
Nel biennio tra il 1923 e il 1924 Gino collabora alla fondazione della Corporazione Nazionale delle arti plastiche.
Nel 1925 viene invitato alla prima mostra del Novecento italiano da Margherita Sarfatti, una figura di rilievo durante tutto il secolo nel campo della critica d’arte europea. Nonostante ciò, rifiuta l’invito alla partecipazione, riferendosi al suo impegno come disegnatore per stoffe in una ditta veneziana. In realtà Rossi non aveva nessun lavoro, ma vagava solo per i boschi del Montello, privato anche dell’affetto della compagna Giovanna, trasferitasi in Emilia.

### Internamento e morte
Nella primavera del 1926 le condizioni psichiche del pittore precipitano, tanto da portarlo all’internamento nell’ospedale psichiatrico di Mogliano; verrà poi trasferito a Venezia ed infine a Sant’Artemio di Treviso, dove visse i suoi ultimi giorni, fino al 16 dicembre del 1947, quando si spense a causa di un collasso cardiocircolatorio.

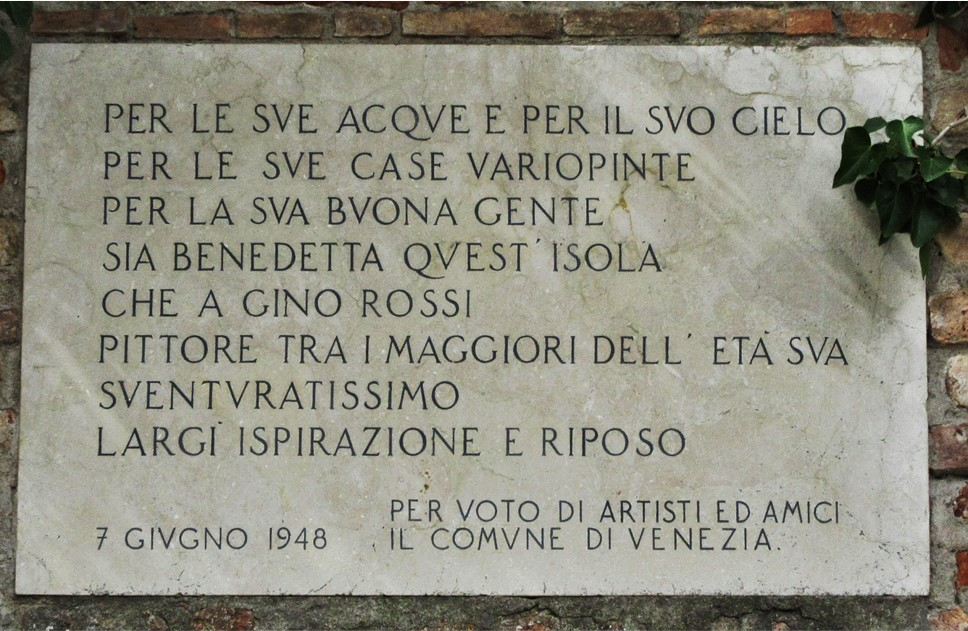
Lapide sull'isola di Burano

Già nel 1943 Felice Casorati, artista con il quale Gino consolida una forte amicizia rafforzata dalla reciproca stima, avrebbe ricordato con particolare affetto il suo collega veneto, con parole quali “il più lucido protagonista delle battaglie di Ca’ Pesaro, che con la sua pacata intelligenza sapeva tenere a freno l’irruenza del “proletario”.
La statura artistica di Gino Rossi è consacrata dalla retrospettiva sull’artista allestita alla XXIV Biennale di Venezia del 1948.

## Stile e influenze artistiche

### Prima epoca: i primitivi e le influenze dei Nabis e di Gauguin
Durante quella che può essere definita come la sua prima epoca artistica, Rossi privilegia le fonti dei primitivi, studiati al Museo Guimet nei primi viaggi in territorio francese. Pratica uno stile molto personale, con rigorose stesure à plat (pennellata piatta, stesa a mo’ di spatola) di grande efficacia rappresentativa.
A Parigi conosce direttamente le opere dei Nabis e di Gauguin, orientandosi verso la pittura sintetista bretone. È attivo in Bretagna nel corso del 1909, e qui assimila il linguaggio bretone, come evidente nei dipinti Primavera in Bretagna e Michel Carion marinaio.
Al suo rientro in Italia (occasione in cui consegna all’amico Del Gian tre opere per l’esposizione alla Ca’ Pesaro del 1910, La fanciulla del fiore, Il muto e Case a Burano) stringe l’amicizia che segnerà gran parte dei suoi viaggi e della sua vita artistica e privata, quella con Arturo Martini. Con lui frequenta l’Osteria alla Colonna di Treviso, dove si ritrovavano pittori come Arturo Malossi, Ascanio Pavan, Bepi Fabiano. Fu in seguito a questi eventi che a Burano si formò una colonia di artisti formata da Rossi, Bice Levi Minzi, Umberto Moggioli e la moglie Anna, Martini, Luigi Scopinich con la moglie Elsa Trefurth e in seguito Pio Semeghini; un gruppo che ha contribuito a dare figura alle tante attese e speranze dei giovani artisti del secondo decennio del Novecento.
Al 1911 risale la personale a Ca’ Pesaro, le cui opere esposte si mostrano già indipendenti rispetto alla maniera di Gaugin e più sensibili allo stile di Paul Serusier e Henri Matisse.
L’anno seguente Rossi è di nuovo in Francia, assieme alla moglie Bice e all’amico Arturo Martini, con i quali espone al Salon d’Automne. Gli otto quadri portati al Salon da Gino Rossi sono: Pescatori a Burano, Fanciulla di Bretagna, Sulla collina, Descrizione, L’uomo col cappello, Case a Burano, Studio, Vecchio pescatore.
Intanto, a partire dal 1911, Rossi si era avvicinato, assieme a Martini, alla pittura futurista, senza tuttavia aderire esplicitamente ed emotivamente al movimento, e proseguendo nella propria ricerca pittorica di stampo fauve.

### Seconda epoca: i dipinti asolani e il riavvicinamento al futurismo
In seguito al tracollo economico subito nel 1913 ed alla separazione dalla moglie Bice Levi Minzi, Gino Rossi si trasferisce a Burano con la nuova compagna, dando avvio a quella che lui stesso definisce come la sua seconda epoca pittorica. Di Asolo, comune in provincia di Treviso, realizza molti ritratti paesaggistici, come: Paesaggio asolano (Treviso, Museo Bailo), Grande descrizione asolana (coll. priv.; Menegazzi, 1984, scheda 69) e Descrizione asolana n. 2 (Verona, Museo di Palazzo Forti, ora Fondazione Domus).

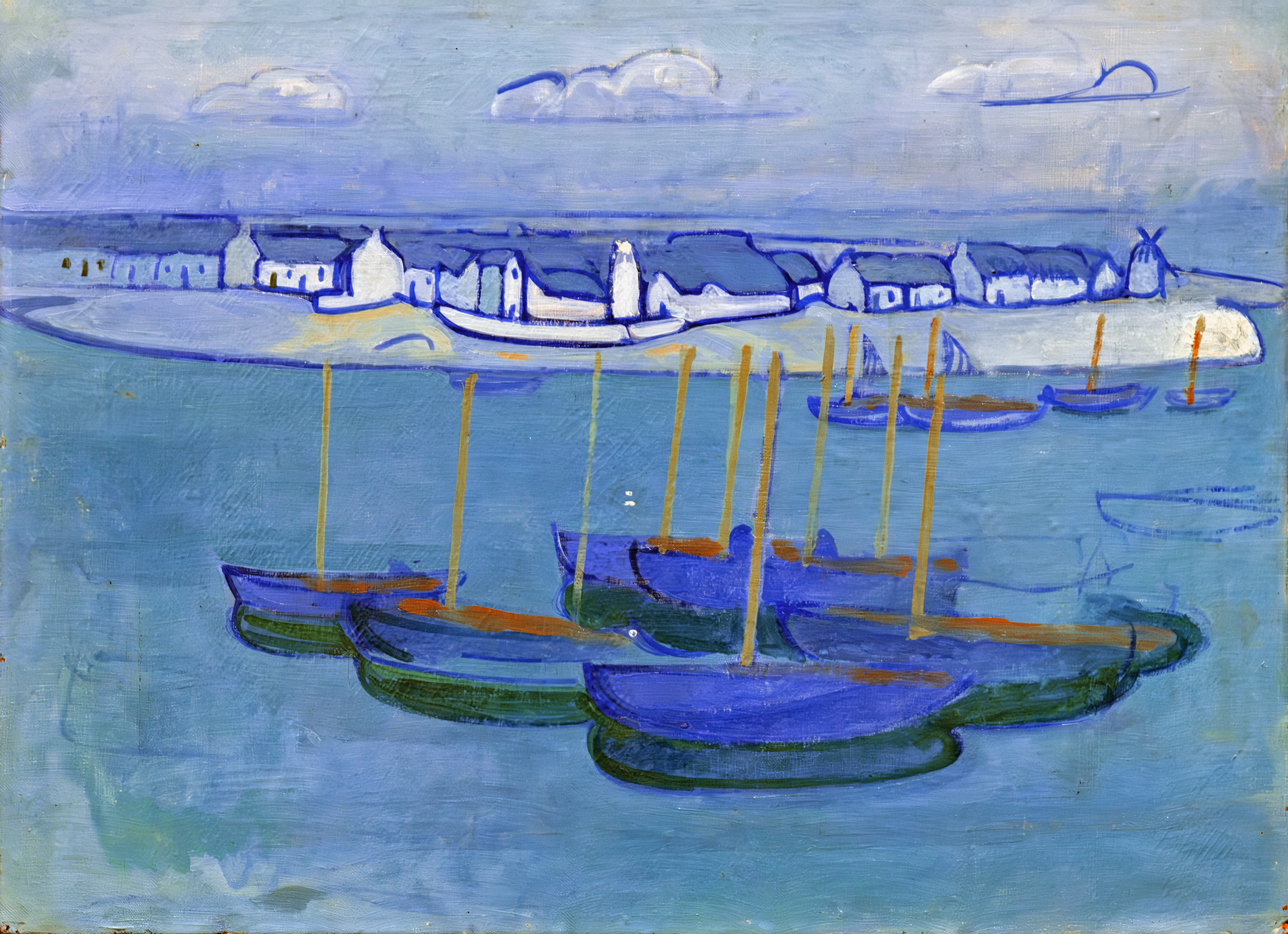
Marina, Dournenez, 1912

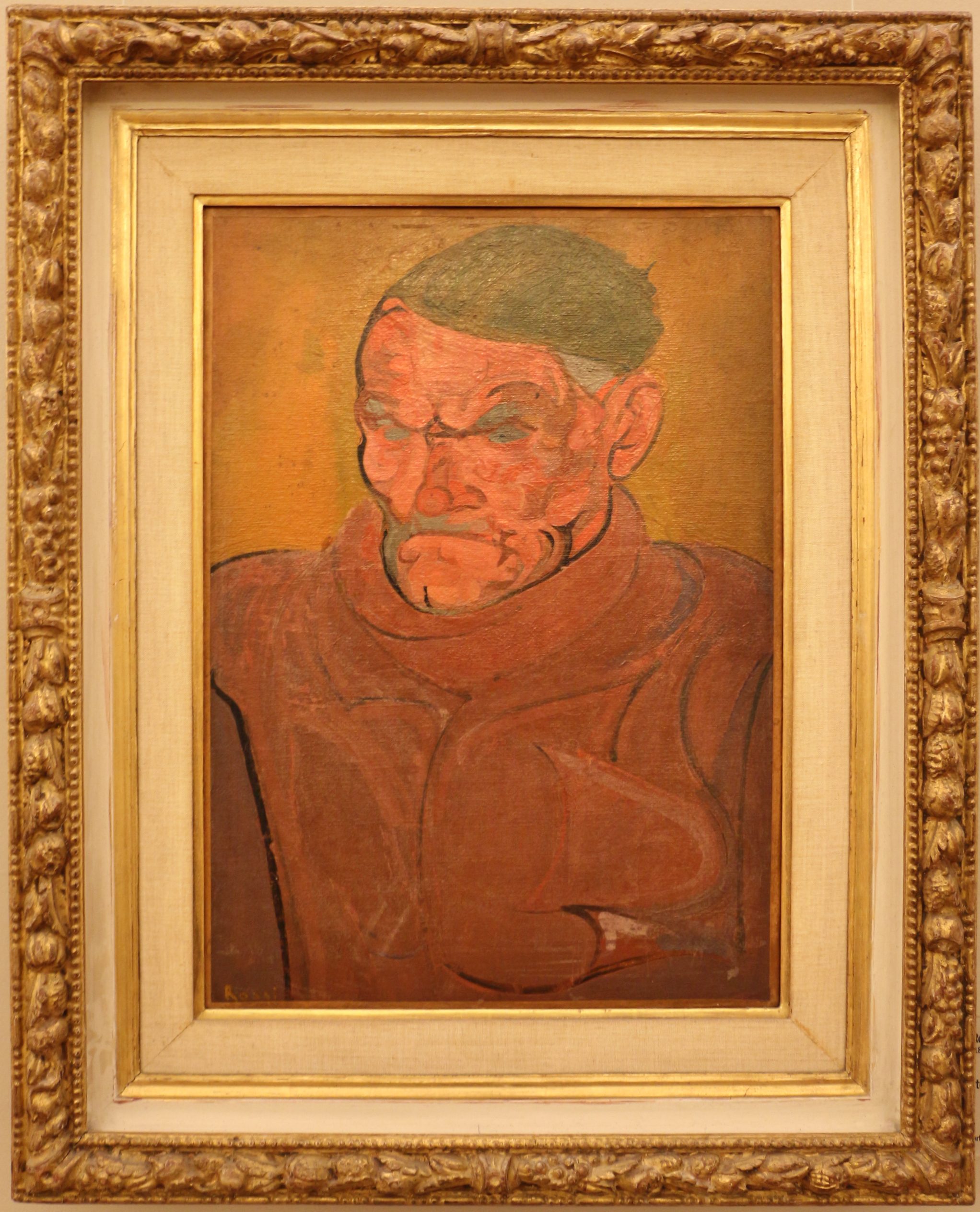
Pescatore, 1912

In corrispondenza della chiamata alle armi del 1915, Rossi si riavvicina ai futuristi, partecipando alla Mostra d’arte trevigiana organizzata da Martini a Treviso.
L’esperienza della guerra lo lascia profondamente segnato nel corpo e nella psiche, sancendo un importante passaggio nella sua produzione pittorica. 

### Terza epoca: il rientro dal fronte e l'esperienza cubista e costruttivista

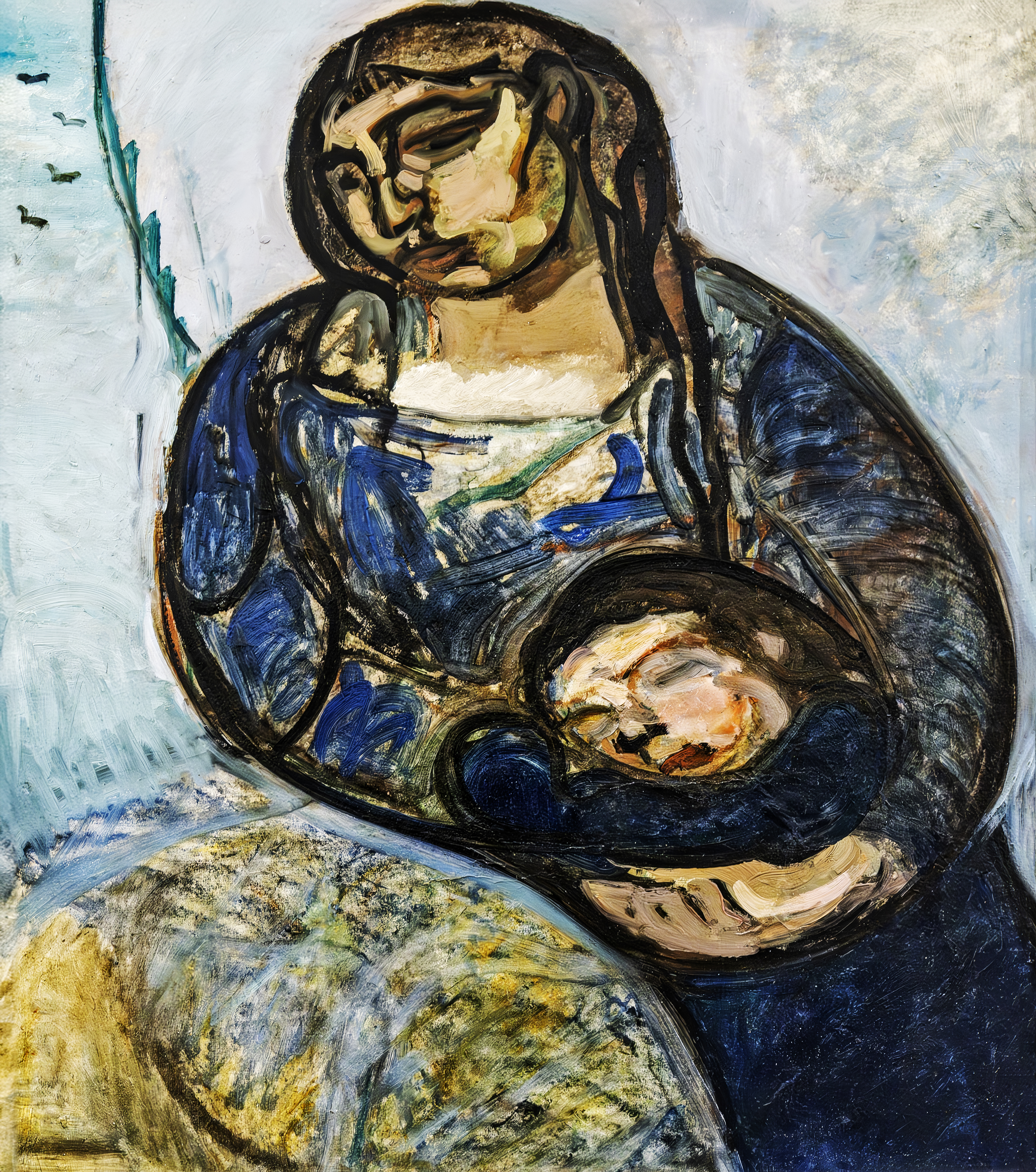
Maternità, 1913

Tornato a casa dopo la guerra e la prigionia, Gino Rossi sceglie comunque di riprendere contatti con Barbantini, Martini e Casorati, contribuendo alla Mostra di Ca’ Pesaro del 1919 con otto dipinti, seppur realizzati prima della guerra, ed alcuni disegni, studi della sua nuova ricerca stilistica, come Disegno per la costruzione di un ritratto. Al 1919 risale anche infatti anche il suo ultimo viaggio nella capitale francese con volontà di rinnovare ancora una volta la sua arte: qui egli si aggiorna con lo studio dei volumi di Cezanne e studia direttamente il cubismo di Picasso e Braque. 
Tornato in Italia, durante la conflittuale convivenza con la madre a Noventa Padovana, Rossi frequenta spesso Padova, dove si inserisce nell’ambiente del Museo diretto da Andrea Moschetti. Qui viene premiato nel 1921, in occasione della II Mostra nazionale artistica, per un’opera antecedente a quelle che stava realizzando in quel periodo, vicine all’esperienza protocubista di Cezanne. 
“Il cubismo è colto da Gino Rossi soltanto alle sue origini cezanniane, come ragione di una problematica, trascurata dai futuristi, e che portava ben lontano dal dinamismo plastico.”
"Ma non si costruisce col colore, si costruisce colla forma"
A Padova, Rossi si reca anche a far visita a Dario de Tuoni, giovane scrittore triestino, laureando in Letteratura all’Università di Padova e assistente alla biblioteca del Museo civico. Non di rado il pittore attingeva alla biblioteca dell’amico.
“Alle volte me lo vedevo comparire a casa, e allora, rovistata la pila dei libri che torreggiava sul tavolino, ne prendeva qualcuno a prestito: o un volume del Laforgue o uno del Coquiot o qualche numero di “Esprit Nouveau”, la rivista diretta dal Le Corbusier e dall’Ozenfant, organo del purismo, che rifletteva le nuove tendenze artistiche dell’immediato dopoguerra”
Nei primi anni ’20 Rossi si dedica a composizioni e costruzioni di natura morta (Testa di ragazza, Natura morta con pipa, Revoltella e garofano, Case in collina), in cui l’omaggio a Cezanne si fonde alla rivoluzione cubista, per approdare a soluzioni saldamente costruttiviste, che Nino Barbantini disapprovava apertamente.

### Crollo psicologico e ultime produzioni
A partire dalla primavera del 1926, le condizioni psichiche del pittore precipitano e Rossi viene internato nel manicomio di Sant’Artemio, dove resterà fino alla morte.
Ironicamente, proprio in quell'anno viene accettato alla Biennale di Venezia, dove le sue opere Tetti rossi di Bruges e La tavola imbandita vengono esposte accanto a Semeghini e Springolo. Gino Rossi non lo saprà mai.
Nella scarsa produzione realizzata durante l'internamento figura Cortile del manicomio, dominato da secche pennellate di colore nero. 

## Opere
- Tetti rossi a Bruges, olio su cartone, collezione privata, Milano
- Il vecchio villaggio, olio su cartone, collezione privata, Milano
- Paesaggio con mulino a vento, olio su cartone, collezione privata, Venezia
- Chiesetta in Bretagna, olio su cartone, collezione privata, Venezia
- Paese in Bretagna, olio su cartone, collezione privata, Milano
- Douarnenez, olio su tela, Galleria Internazionale d'Arte Moderna Ca' Pesaro, Venezia
- Cittadina bretone in riva al mare, olio su cartone, collezione privata, Treviso
- Porto in Bretagna, olio su cartone, collezione Ettore Gallo, Roma
- Porto di Douarnenez, olio su tela, collezione privata, Milano
- Pianura bretone, olio su cartone, collezione privata, Venezia
- Primavera in Bretagna, olio su cartone transportato su tela, Museo Civico, Treviso
- Chiesa in Bretagna, olio su tela, collezione privata, Todi
- Colline in Bretagna, olio su cartone, collezione Ettore Gallo, Roma
- Ritratto della moglie, olio su tela, collezione privata, Treviso
- La piccola parrocchia (Pagnano), (1908), olio su cartone, collezione privata, Treviso
- La fianciulla del fiore (prima idea), olio su tela, collezione privata, Cortina d’Ampezzo
- La fianciulla del fiore (1909), olio su tela, collezione privata, Treviso
- Case a Burani (1908-1909), olio su cartone, collezione Barbaro, Burano
- Teatrino, olio su cartone, collezione privata, Marina di Massa
- Tina, Maria e Pina (recto), olio su tela, collezione privata, Verona
- Vecchio seduto (verso), olio su tela, collezione privata, Verona
- Il muto, olio su cartone, collezione Barbaro, Burano
- Testa di pescatore, olio su cartone, Museo e Galleria d’Arte, Cortina d’Ampezzo
- Tre donne danzanti, acquearello su carta, collezione privata, Venezia
- Colazione all’aperto, acquarello su carta, collocazione sconosciuta
- Donna che danza, olio su cartone riportato su tela, collezione privata, Padova
- Composizione con figure, olio su cartone transportato su tela, collezione privata, Milano
- Mestizia (1910), olio su cartone, collezione privata, Padova
- La buona pesca (1910), olio su cartone riportato su tela, collezione privata, Verona
- Processione, olio su cartone, collezione privata, Johannesburg
- La casa nell’orto (1911), olio su tela, collezione privata, Roma
- Estate in montagna (recto), olio su cartone, collezione privata, Venezia
- Due figure (verso), olio su cartone, collezione privata, Venezia
- Composizione con tre figure, olio su tela, collezione privata, Vicenza
- Case in collina, olio su cartone, collocazione sconosciuta
- Finestra sul giardino, olio su cartone, collezione privata, Venezia
- Burano (1911), olio su cartone, collezione privata, Venezia
- Orto a Burano (1911-1912), olio su cartone, collezione privata, Trieste
- Pianura, olio su cartone, collezione privata, Venezia
- Paesaggio nordico con barche a vela (1911-1912), olio su cartone, collezione privata, Roma
- Paesaggio Trevigiano, olio su cartone, collezione privata, Treviso
- Paesaggio asolano, olio su cartone riportato su tela, collezione privata, Milano
- Paese asolano (Monfumo), olio su tela, Museo Civico, Treviso
- Paesaggio bretone (recto), olio su cartone, collezione privata, Venezia
- Ritratto di Arturo Martini (verso), olio su cartone, collezione privata, Venezia
- Paesaggio di Burano, olio su cartone, collezione privata, Vicenza
- Burano, olio su cartone, collocazione sconosciuta.